# Шенфельд (Ставропольский край)
Шенфельд — упразднённый хутор в Минераловодском районе Ставропольского края. Проживали немцы. Точная дата упразднения не установлена.

## География
Хутор располагался в юго-восточной части края, в долине реки Кума, в 4,5 км к востоку от с. Ульяновка.

## История
Хутор основан в 1923 г. По данным на 1927 г. состоял из 13 дворов. В административном отношении входил в состав Николаево-Степновского сельсовета Минераловодского района Терского округа. Исчез, по видимому, в годы Великой Отечественной войны, после высылки немецкого населения с Кавказа. Встречается на американской карте 1950-х годов.

## Население
По данным переписи 1926 года на хуторе проживало 75 человек (38 мужчин и 37 женщин); преобладающая национальность — немцы.

## Транспорт
Просёлочные дороги